# Liste der österreichischen Abgeordneten zum EU-Parlament (1999–2004)
Die Liste der österreichischen Abgeordneten zum EU-Parlament (1999–2004) listet alle österreichischen Mitglieder des 5. Europäischen Parlamentes nach der Europawahl in Österreich 1999

## Mandatsstärke der Parteien
- SPE: 7
- G/EFA: 2
- NI: 5
- EVP-ED: 7

| Nationale Partei                             | Mandate | Fraktion                                                                   |
| -------------------------------------------- | ------- | -------------------------------------------------------------------------- |
| Sozialdemokratische Partei Österreichs (SPÖ) | 7       | Fraktion der Sozialdemokratischen Partei Europas (SPE)                     |
| Österreichische Volkspartei (ÖVP)            | 7       | Fraktion der Europäischen Volkspartei und europäischer Demokraten (EVP-ED) |
| Freiheitliche Partei Österreichs (FPÖ)       | 5       | Fraktionslose Abgeordnete (NI)                                             |
| Die Grünen – Die Grüne Alternative (GRÜNE)   | 2       | Die Grünen/Europäische Freie Allianz (G/EFA)                               |
| Gesamt                                       | 21      |                                                                            |

## Abgeordnete
| Name                 | Bild | Partei | Partei | Fraktion | von               | bis               | Anmerkung |
| -------------------- | ---- | ------ | ------ | -------- | ----------------- | ----------------- | --- |
| Maria Berger         |      |        | SPÖ    | SPE      | 11. November 1996 | 14. Juli 2009     | mit Unterbrechung (Bundesministerin für Justiz 11.01.2007 – 02.12.2008) Abgeordnete: 11.11.1996 – 10.01.2007 11.12.2008 – 14.07.2009 |
| Herbert Bösch        |      |        | SPÖ    | SPE      | 1. Jänner 1995    | 14. Juli 2009     | |
| Mercedes Echerer     |      |        | GRÜNE  | G/EFA    | 20. Juli 1999     | 19. Juli 2004     | |
| Harald Ettl          |      |        | SPÖ    | SPE      | 11. November 1996 | 14. Juli 2009     | |
| Marilies Flemming    |      |        | ÖVP    | EVP-ED   | 11. November 1996 | 19. Juli 2004     | |
| Gerhard Hager        |      |        | FPÖ    | NI       | 11. November 1996 | 19. Juli 2004     | |
| Wolfgang Ilgenfritz  |      |        | FPÖ    | NI       | 20. Juli 1999     | 19. Juli 2004     | |
| Othmar Karas         |      |        | ÖVP    | EVP-ED   | 20. Juli 1999     |                   | |
| Hans Kronberger      |      |        | FPÖ    | NI       | 11. November 1996 | 19. Juli 2004     | |
| Hans-Peter Martin    |      |        | SPÖ    | SPE      | 20. Juli 1999     | 30. Juni 2014     | SPÖ: 20.07.1999 – 19.07.2004 MARTIN: 20.07.2004 – 30.06.2014                                                                         |
| Hubert Pirker        |      |        | ÖVP    | EVP-ED   | 11. November 1996 | 30. Juni 2014     | mit zwei Unterbrechungen Abgeordneter: 11.11.1996 – 19.07.2004 01.02.2006 – 14.07.2009 31.03.2011 – 30.06.2014                       |
| Christa Prets        |      |        | SPÖ    | SPE      | 20. Juli 1999     | 14. Juli 2009     | |
| Reinhard Rack        |      |        | ÖVP    | EVP-ED   | 1. Jänner 1995    | 14. Juli 2009     | |
| Daniela Raschhofer   |      |        | FPÖ    | NI       | 11. November 1996 | 19. Juli 2004     | |
| Paul Rübig           |      |        | ÖVP    | EVP-ED   | 25. Jänner 1996   | 1. Juli 2019      | |
| Karin Scheele        |      |        | SPÖ    | SPE      | 20. Juli 1999     | 11. Dezember 2008 | |
| Agnes Schierhuber    |      |        | ÖVP    | EVP-ED   | 1. Jänner 1995    | 14. Juli 2009     | |
| Peter Sichrovsky     |      |        | FPÖ    | NI       | 11. November 1996 | 19. Juli 2004     | |
| Ursula Stenzel       |      |        | ÖVP    | EVP-ED   | 11. November 1996 | 31. Jänner 2006   | |
| Hannes Swoboda       |      |        | SPÖ    | SPE      | 11. November 1996 | 30. Juni 2014     | |
| Johannes Voggenhuber |      |        | GRÜNE  | G/EFA    | 1. Jänner 1995    | 14. Juli 2009     | |